# Spionageroman
De spionageroman of spionagethriller is een literair genre dat ontstond aan het begin van de 20e eeuw, nagenoeg gelijktijdig met het ontstaan van de eerste moderne inlichtingendiensten. 
De eerste Britse spionageroman was The Riddle in the Sands (1903) van Robert Erskine Childers. Daarna volgden The Secret Agent (1907) van Joseph Conrad, The Thirty-Nine Steps (1915) van John Buchan en Ashenden (1928) van W. Somerset Maugham.
Na de Tweede Wereldoorlog verschenen steeds meer spionageromans, zoals Our Man in Havana (1958) van Graham Greene. In 1953 verscheen Casino Royale van Ian Fleming, de eerste roman over de beroemdste fictieve geheim agent, James Bond. John le Carré, die in 1963 doorbrak met The Spy Who Came In from the Cold, schreef tientallen spionageromans. Amerikaanse schrijvers zijn Robert Ludlum, Tom Clancy en Robert Littell. Een bekende Franse schrijver is Gérard de Villiers.